# Hogna estrix
Hogna estrix Roewer, 1959 è un ragno appartenente alla famiglia Lycosidae.

## Caratteristiche
I cheliceri sono di colore marrone scuro; nella parte frontale i ciuffi di peli sono bianchi e grigi.
L'olotipo femminile rinvenuto ha lunghezza totale è di 12 mm; la lunghezza del cefalotorace è di 5,0 mm e quella dell'opistosoma è di 7,0 mm.

## Distribuzione
La specie è stata reperita nella Namibia orientale: sull'altopiano del Waterberg, all'interno del parco omonimo.

## Tassonomia
Al 2017 non sono note sottospecie e dal 1959 non sono stati esaminati nuovi esemplari.